# Ташкентский государственный юридический университет
Ташкентский государственный юридический университет (узб. Toshkent davlat yuridik universiteti) — главное высшее учебное заведение и научно-методическое учреждение по подготовке юридических кадров в Узбекистане, признано одним из национальных центров юридических наук и юридического образования.
В состав университета входят 16 специализированных и 3 общеобразовательных кафедры, Центр повышения квалификации юридических кадров, филиал, специализирующийся на подготовке и переподготовке юридических кадров в области профилактики правонарушений и общественной безопасности, а также академический лицей. Университет также осуществляет методическое руководство и координацию деятельности 14 юридических колледжей (техникумов), входящих в систему учебных заведений Министерства юстиции Республики Узбекистан.

## История
История университета начинается с 21 апреля 1918 года, когда на базе социально-экономического факультета Туркестанского университета была создана юридическая кафедра. Это был первый шаг к созданию юридической школы в Узбекистане.
Решением Кабинета Министров при Президенте Узбекской ССР от 15 августа 1991 года Юридический институт при Ташкентском государственном университете имени В. И. Ленина был преобразован в Ташкентский государственный юридический институт.
Постановлением Первого Президента Узбекистана И. А. Каримова от 28 июня 2013 года институт был преобразован в Ташкентский государственный юридический университет.
В соответствии с указом Президента Узбекистана «О дополнительных мерах по коренному совершенствованию юридического образования и науки в Республике Узбекистан» от 29 апреля 2020 года организационная структура университета была пересмотрена и преобразована, были созданы новые факультеты и структурные подразделения.
Университет является членом Международной ассоциации университетов, Международной ассоциации юридических школ и Европейской ассоциации юридических факультетов. В 2021 году университет вошёл в ТОП-500 вузов в мировом рейтинге по версии научного журнала THE Impact Ranking.
Университет занял следующие позиции в 7 направлениях целей устойчивого развития:
- Качество образования (201-е место);
- Гендерное равенство (401-е место);
- Достойная работа и экономический рост (201-е место);
- Индустриализация, инновации и инфраструктура (401-е место);
- Сокращение неравенства (401-е место);
- Мир, правосудие и эффективные институты (201-е место);
- Партнёрство в интересах устойчивого развития (401-е место).

В данном рейтинге Ташкентский государственный юридический университет получил самый высокий результат среди вузов республики и занял 401-е место среди тысяч университетов-участников из разных государств мира.

## Академический лицей при ТГЮУ
Академический лицей при Ташкентском государственном юридическом университете был создан в соответствии с постановлением Кабинета Министров Республики Узбекистан от 24 февраля 1998 года № 77 «Об организации и управлении деятельностью академических лицеев и профессиональных колледжей».
28 июня 2013 года было принято постановление Президента Республики Узбекистан № ПП-1990 «О мерах по дальнейшему совершенствованию системы подготовки юридических кадров», которым в связи с реорганизацией Ташкентского государственного юридического института в Ташкентский государственный юридический университет присвоен статус академического лицея при Ташкентском государственном юридическом университете.
Образовательный процесс в Академическом лицее организован в одну смену, в которой готовятся кадры со средним специальным образованием по направлению «Социально-гуманитарные науки».
Внутренняя вместимость Академического лицея составляет 540 мест. Есть 28 классных комнат, спортивный зал, спортивная открытая площадка, 2 компьютерных класса, 2 лабораторных зала, и они полностью оборудованы.
Начиная с 2021/2022 учебного года выпускники академического лицея при ТГЮУ, имеющие высокую успеваемость по всем предметам, вправе поступать в ТГЮУ без вступительных тестовых испытаний путём индивидуального собеседования на платно-контрактной основе вне параметров приёма. Это предусмотрено Указом президента «О дополнительных мерах по кардинальному совершенствованию юридического образования и науки в Республике Узбекистан».
Приказом министра юстиции Республики Узбекистан от 14.12.2020 г. №669-ст должность проректора по учебной части Ташкентского государственного юридического университета приравнена к должности директора академического лицея при Ташкентском государственном юридическом университете.

## Структура
Ташкентский государственный юридический университет даёт образование специальности «бакалавр» по 5 направлениям:
- Факультет публичного права
- Государственное управление
- Уголовное правосудие
- Частное право
- Международное право и сравнительное правоведение

В Университете также действуют 11 направлений обучения в магистратуре.
Вступительные экзамены в направления бакавлариата проводятся со стороны Государственного Центра Тестирования при Кабинете Министров Республики Узбекистан. Вступительные экзамены по направлениям бакалавриата проводятся по следующим предметам:
1. Родной язык
2. Математика
3. История Узбекистана
4. История (всемирная история и история Узбекистана) / Основы государства и права (с 2023 года)
5. Иностранный язык (английский, французский и немецкий)

## Ректоры
- 1991-1993 — Анвар Азамович Азамходжаев
- 1993-1994 — Акмаль Саидов
- 1994-1995 — Шавкат Закиривич Уразаев
- 1995-2001 — Бобоев Халимбой
- 2001-2012 — Рустамбаев Мирзаюсуф Хакимович
- 2012-2013 — Мухамеджанов Аманулла Закирович
- 2013-2019 — Канязов Есемурат Султамуратович
- 2019-2021 — Хакимов Рахим Расулжонович
- Июль-декабрь 2021 г. — Рустамбеков Исламбек Рустамбекович (и.о.)
- Декабрь 2021 г. - ноябрь 2022 г. — Ташкулов Акбар Джурабаевич
- С ноября 2022 года — Рустамбеков Исламбек Рустамбекович (и.о.)

## Выдающиеся выпускники

### Генеральные прокуроры Республики Узбекистан
- Йулдошев Нигматилла Тулкинович — с 20 июня 2019 года
- Муродов Отабек Бахриддинович — с 31 января 2018 года до 20 июня 2019 года
- Кодиров Рашид Хамидович — с 18 февраля 2000 года до 21 апреля 2015 года
- Худайкулов Усмон Чинозович — с 5 ноября 1998 года до 18 февраля 2000 года
- Мустафоев Буритош Мустафоевич — с 21 июня 1990 года до 4 ноября 1998 года

### Министры юстиции Республики Узбекистан
- Ташкулов Акбар Джурабаевич — с 16 ноября 2022 года
- Икрамов Музроф Муборакходжаевич — с 16 февраля 2015 года до 14 августа 2017 года
- Йулдошев Нигматилла Тулкинович — с 21 июня 2011 года до 22 января 2015 года
- Мухитдинов Равшан Абдулатифович — с 29 января 2007 года до 21 июня 2011 года
- Отахонов Фозилжон Хайдарович — с 4 декабря 2006 года до декабря 2007 года
- Мустафоев Буритош Мустафоевич — с 4 февраля 2005 года до 1 ноября 2006 года

### Министры внутренних дел Узбекистана
Бободжонов Пулат Раззакавич — с 4 сентября 2017 года до 3 марта 2025 года
Алматов Закир Алматович — с 16 сентября 1991 года до 5 января 2006 года

### Прочие
- Рустамбаев Мирзаюсуп Хакимович — начальник Университета общественной безопасности Республики Узбекистан, бывший ректор ТГЮИ
- Мирзиёева Саида Шавкатовна — Руководитель Администрации Президента Республики Узбекистан
- Умурзаков Шавкат Буранович — хоким города Ташкента, бывший заместитель Генерального прокурора
- Худойбердиев Хушнуд Гайратович — блогер, заместитель директора Национального информационного агентства Узбекистана
- Азимов Муроджон Бердалиевич — хоким Кашкадарьинской области, бывший председатель Таможенного комитета и первый заместитель Генерального прокурора
- Ишметов Темур Аминжанович — Председатель Центрального банка Республики Узбекистан, бывший министр финансов Узбекистана
- Мавлонов Акмалхужа Юсупович — председатель Таможенного комитета Республики Узбекистан, бывший заместитель Генерального прокурора
- Васикова Мамлакат Собировна — министр юстиции УзССР
- Артыкова Светлана Баймирзаевна — заместитель Генерального прокурора Республики Узбекистан, бывший заместитель председателя Сената Узбекистана
- Собиров Ильгизар Матякубович — бывший председатель Сената Узбекистана (2006-2015), бывший хоким Хорезмской области
- Исмоилов Нуриддин Муйдинхонович — спикер Законодательной палаты Олий Мажлиса Республики Узбекистан
- Саидов Акмал Холматович — Директор Национального центра по правам человека РУз
- Хакимов Рахимжон Расулжонович - заместитель Спикера  Законодательной палаты Олий Мажлис РУз
- Халилов Эркин Хамдамович — председатель Сената Олий Мажлиса (1993—2005), спикер Законодательной палаты Олий Мажлиса Республики Узбекистан (2005—2008)
- Абдусаломов Мирза-Улугбек Элчиевич — председатель Конституционного суда Республики Узбекистан
- Рахмонова Сурайе Махмудовна — уполномоченный по правам детей (детский омбудсмен Узбекистана)
- Каршиев Хамдам Аликулович - Заместитель министра обороны Республики Узбекистан
- Рахмонов Шавкат Наврузович - Первый заместитель министра внутренних дел Республики Узбекистан
- Дусанов Зохид Абдукаюмович - Бывший председатель Таможенного комитета Республики Узбекистан (2011 - 2016)
- Кудратходжаев Ботир Бахромович - Министр  по чрезвычайнвым ситуациям РУз
- Хен Алексей Федорович - Заместитель Хокима города Ташкент
- Пулатов Фаррух Жахонгирович - Директор Агентства по кадастру
- Гулямов Бахтиёр Хисамович - Заместитель Председателя СНБ РУз (1991-1992) Первый заместитель (1998 - 2004)
- Рахманкулов Мир-Акбар Ходжи-Акбарович - Секретарь Совета национальной безопасности РУз (1997 - 2014)
- Муслимов Икрам Тухтамуратович - первый заместитель председателя Верховного суда РУз
- Сохибназаров Шамсиддин Шарафиддинович - Заместитель Генерального прокурора Республики Узбекистан – начальник Департамента по борьбе с экономическими преступлениями
- Коленко Евгений Вячеславович - Первый заместитель начальника Правоохранительной академии РУз
- Усманов Бабур Масудович - Заместитель министра иностранных дел РУз
- Махкамов Отабек Мухтарович - Заместитель министра высшего образования, науки и инноваций РУз
- Кутбиддинов Искандар Алишер угли - Заместитель министра Экологии, охраны окружающей среды и изменения климата РУз